# 卡徹爾島
7°56′N 93°22′E / 7.933°N 93.367°E

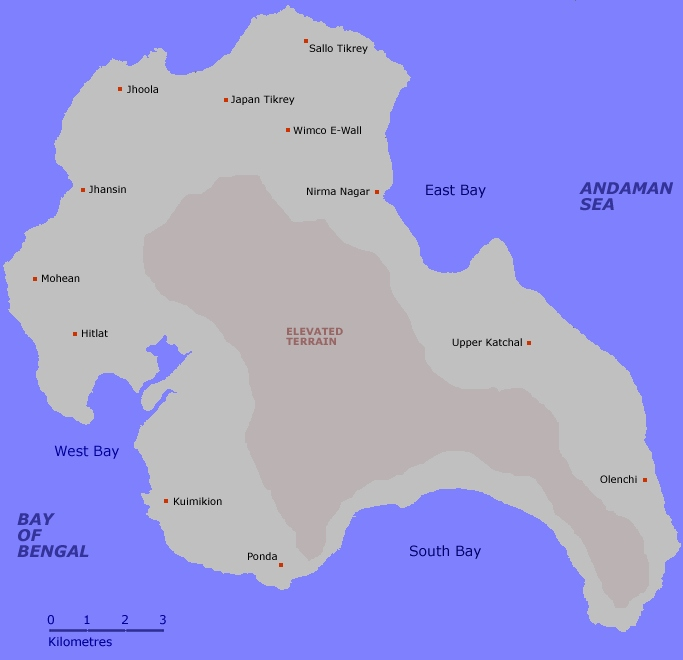
卡徹爾島地圖

卡徹爾島是印度的島嶼，位於布萊爾港以南305公里的孟加拉灣海域，屬於尼科巴群島的一部分，由安達曼-尼科巴群島負責管轄，長20.4公里、寬12公里，面積174.4平方公里，最高點海拔高度227米，2001年人口5,386。

## 外部連結
- Katcha
- Kathchal Map
- Andaman
- Google Books （页面存档备份，存于）
- Andaman & Nicobar Administration Web site
- Life as Medical Officer @ Katchal-Post Tsunami